# Флоренс Меєр Чейз
Фло́ренс Ме́єр Чейз (англ. Florence Meier Chase; 1902 — 6 травня 1978) — американська жінка-ботанік, досліджувала взаємодію сонячного світла та водоростей у Смітсонівському інституті. Була членом Американської асоціації сприяння розвитку науки та почесним членом Вашингтонського ботанічного товариства. Вона була одружена з доктором Вільямом Вайлі Чейзом, а також допомагала йому при створенні статей на наукові та медичні теми.

## Біографія
Чейз народилася у Спрінгфілді, штат Іллінойс. Здобула ступінь бакалавра мистецтв у коледжі Веллслі та ступінь доктора філософії у Женевському університеті у Швейцарії. Вона була науковим асистентом на кафедрі ботаніки в Колумбійському університеті, перш ніж переїхати до Вашингтона.
У Вашингтоні вона працювала у Смітсонівському інституті в Лабораторії радіаційної біології (RBL), що входить до складу Смітсонівської астрофізичної обсерваторії, де вивчала фотосинтез та його зв'язок з флуоресценцією.
У своїй праці "Useful  Algae" вона також досліджувала використання макроскопічних морських водоростей як джерел харчування.
Вона зробила свій внесок у колекції Смітсонівського інституту, подарувавши рослини з Іспанії. Вона померла у Манагокіні, Нью-Джерсі у 1978 році у віці 75 років.

### Травма
14 лютого 1937 року, показуючи відвідувачам будівлю Смітсонівського інституту, доктор Меєр відступила назад і, забувши, що позаду неї відчинені люки, впала крізь них на нижній поверх і пошкодила спину. Її доставили до лікарні Гарфілд Меморіал у Вашингтоні. У лікарні про неї піклувався доктор Вільям Вайлі Чейз, завідувач хірургічного відділення. Це була їхня перша зустріч, і згодом вони одружилися.

## Окремі публікації
- Colonial formation of unicellular green Algae under various light conditions. Washington: Smithsonian Institution (1934).
- Cultivating Algae for scientific research. Washington: United States Government Printing Office (1933).
- Effects of intensities and wave lengths of light on unicellular green Algae. Washington: Smithsonian Institution (1934).
- Growth of a green alga in isolated wave-length regions. Washington: Smithsonian Institution (1936).
- Lethal action of ultra-violet light on a unicellular green alga. Washington: Smithsonian Institution (1932).
- Lethal effect of short wave lengths of the ultraviolet on the alga Chlorella vulgaris. Washington: Smithsonian Institution (1936).
- The microscopic plant and animal world in ultraviolet light. Washington: United States Government Printing Office (1935).
- Reactions to ultraviolet radiation. Washington: Smithsonian Institution (1937)
- Stimulative effect of short wave lengths of the ultraviolet on the alga Stichococcus bacillaris. Washington: Smithsonian Institution (1939).
- Useful algae. Washington: Smithsonian Institution. Annual Report of the Smithsonian Institution, 1941.